# La Française
Die Société La Française war ein französischer Hersteller von Kraftfahrzeugen.

## Unternehmensgeschichte

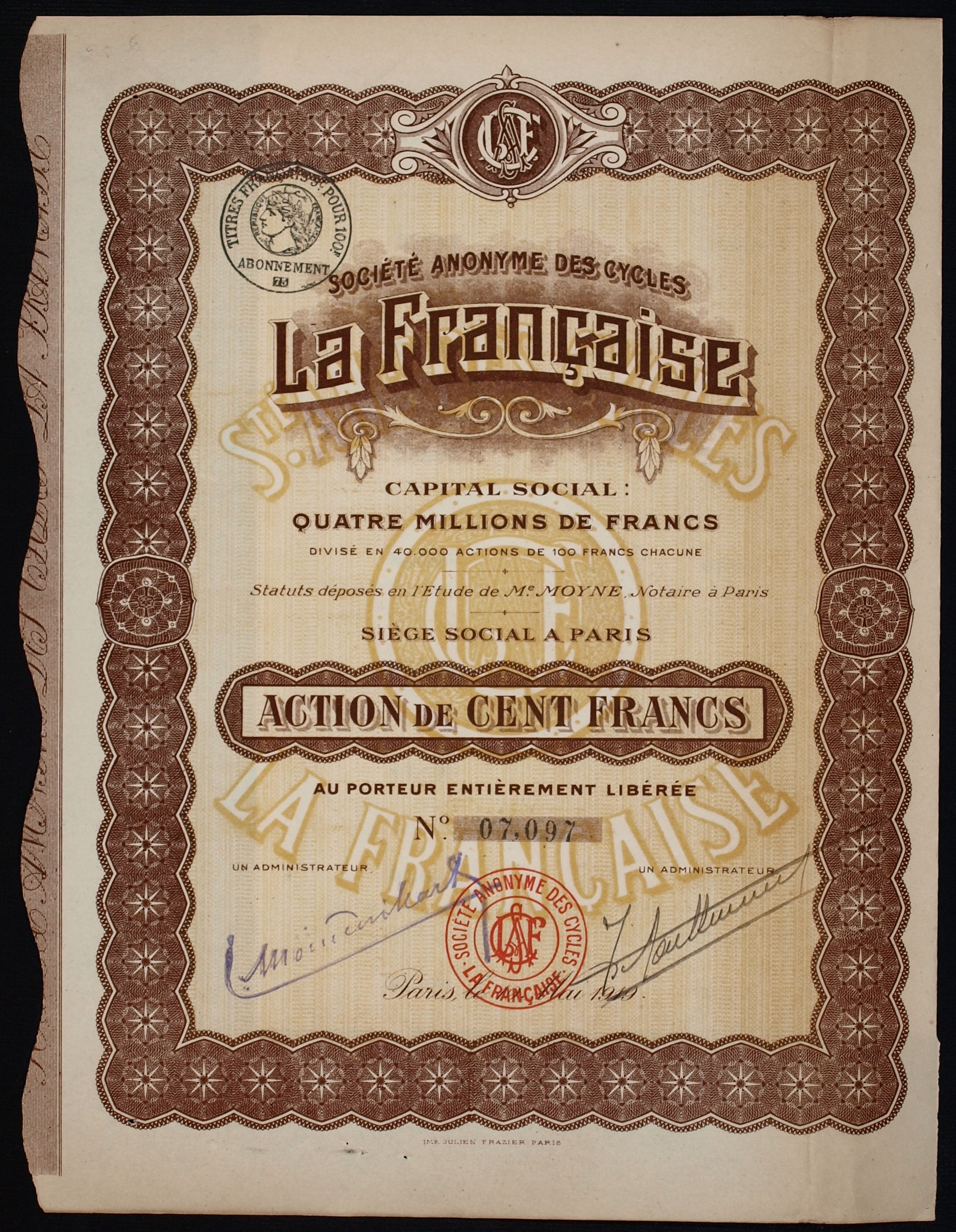
Aktie über 100 Francs der Firma Cycles La Française vom 19. Mai 1919

Das Unternehmen Hammond, Mouter et Cie, später umbenannt in Société La Française, wurde 1889 in Paris zur Fahrradproduktion gegründet. Später folgten Motorräder. 1901 begann die Produktion von Automobilen. 1906 endete die Automobilproduktion zunächst. Der Markenname der Automobile lautete meistens Diamant, selten La Française. Zwischen 1912 und 1913 entstanden erneut Automobile, die diesmal als Hammond Mouter vermarktet wurden. Die Motorradproduktion lief bis 1956 unter dem Markennamen La Française-Diamant.

## Automobile
Anfangs gab es die Modelle 5 CV und 7 CV mit Einzylindermotoren, 9 CV mit Zweizylindermotor und 12 CV, der je nach Quelle über einen Zwei- oder Vierzylindermotor verfügte. 1904 kam der 24 CV mit Vierzylindermotor dazu.
Die Automobile aus der Zeit von 1912 bis 1913 werden in der Literatur Voiturettes genannt. Vierzylindermotoren trieben die Fahrzeuge an. Zur Wahl standen Motoren mit 1888 cm³ Hubraum und mit 2474 cm³ Hubraum. Diese Motorisierungen deuten auf Mittelklassewagen hin.